# 山縣正鄉
山縣正鄉（やまがた まさくに/せいごう，1891年2月15日—1945年3月17日），日本山口縣人，海軍軍人、海軍中將。曾參加日中戰爭和太平洋戰爭，最終在中華民國陣亡。死後追贈海軍大將。山縣正鄉是日中戰爭中最後一位陣亡的日軍高級將領。

## 生平
1911年，山縣正鄉毕业于海军兵学校第39期。1934年底，山縣正鄉擔任鳳翔號航空母艦舰长。1938年，山縣正鄉升为海軍少将，擔任海军陆基第3联合航空队司令官，參與佔領海南岛。
1942年，擔任第26航空队司令官，同年升為海軍中将，1943年调任高雄警备府长官。同年11月，升任联合舰队第4南遣舰队司令官，前往太平洋战场與美国将军麦克阿瑟作戰。

### 死亡
1945年3月14日，山縣正鄉登上H8K2-L“晴空”号32X型水上飞机，准备从印尼安汶飞往上海。飞机中途分别在印尼泗水、新加坡降落。3月16日飞抵海南三亚，降落着水时底面触礁产生破损。3月17日，原定于去台北淡水的日本水机修理厂对飞机进行彻底维修，但接到电报称台湾正遭美军舰载机空袭，飞机便直接飞往上海。途中偶遇美国飞行员波尔·斯奇普斯驾驶PB4Y-1轰炸机追击，途中燃料消耗过大，山縣正鄉命令在日占区瓯江口降落。但飞行员错把椒江口当做瓯江口，误降落在浙江椒江，遭到當地武裝襲擊，飛機爆炸起火，尚未及時離開飛機的山縣正鄉不治身亡（一说是山縣正鄉被子弹击毙在飞机中）。中华人民共和国成立后曾开展飞机打捞，但没有完全打捞出水，成为了日本进攻台州的重要史料。